# Mae Tha, Lampang
Mae Tha (tiếng Thái: แม่ทะ) là một huyện (amphoe) của tỉnh Lampang, miền bắc Thái Lan.

## Địa lý
Các huyện giáp ranh (từ phía nam theo chiều kim đồng hồ): Sop Prap, Ko Kha, Mueang Lampang, Mae Mo của tỉnh Lampang, Long và Wang Chin của tỉnh Phrae.

## Hành chính
Huyện này được chia ra thành 10 phó huyện (tambon), các đơn vị này lại được chia thành 90 làng (muban). Pa Tan Na Khrua là một thị trấn (thesaban tambon) nằm trên toàn bộ diện tích tambon Pa Tan và một phần của tambon Na Khrua. Có 9 Tổ chức hành chính tambon.
| STT. | Tên          | Tên Thái | Số làng | Dân số |  |
| ---- | ------------ | -------- | ------- | ------ |  |
| 1.   | Mae Tha      | แม่ทะ     | 9       | 7.321  |  |
| 2.   | Na Khrua     | นาครัว    | 12      | 10.540 |  |
| 3.   | Pa Tan       | ป่าตัน     | 8       | 6.605  |  |
| 4.   | Ban Kio      | บ้านกิ่ว    | 10      | 4.850  |  |
| 5.   | Ban Bom      | บ้านบอม   | 5       | 2.842  |  |
| 6.   | Nam Cho      | น้ำโจ้     | 9       | 10.411 |  |
| 7.   | Don Fai      | ดอนไฟ    | 8       | 4.539  |  |
| 8.   | Hua Suea     | หัวเสือ    | 12      | 6.834  |  |
| 10.  | Wang Ngoen   | วังเงิน    | 8       | 4.096  |  |
| 11.  | San Don Kaeo | สันดอนแก้ว | 9       | 4.994  |  |

Số 9 không có trong bảng này là tambon Sop Pat, nay thuộc huyện Mae Mo.